# Gubałówka

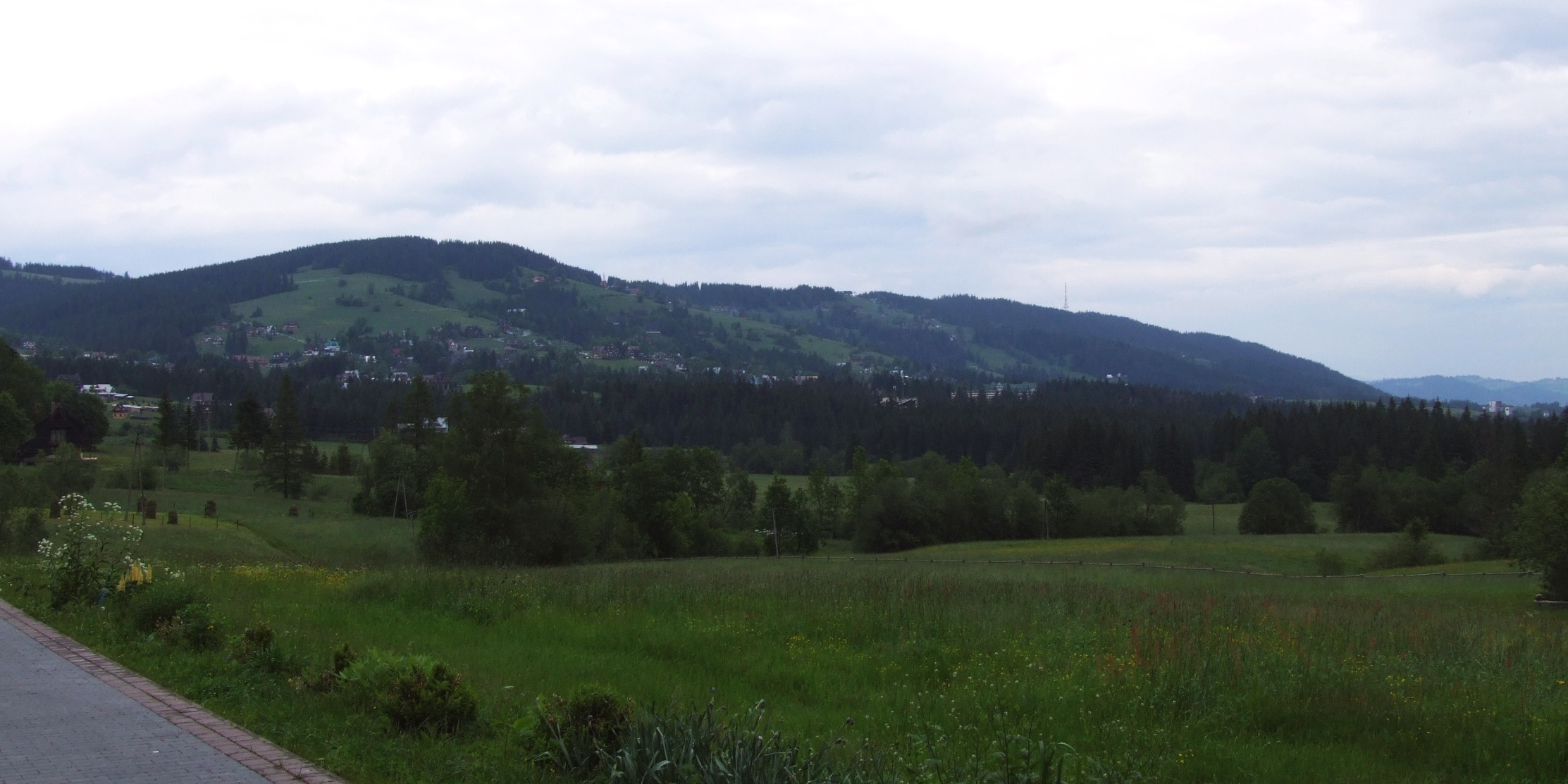
Pasmo Gubałowskie (od lewej: Butorowy Wierch i Gubałówka)

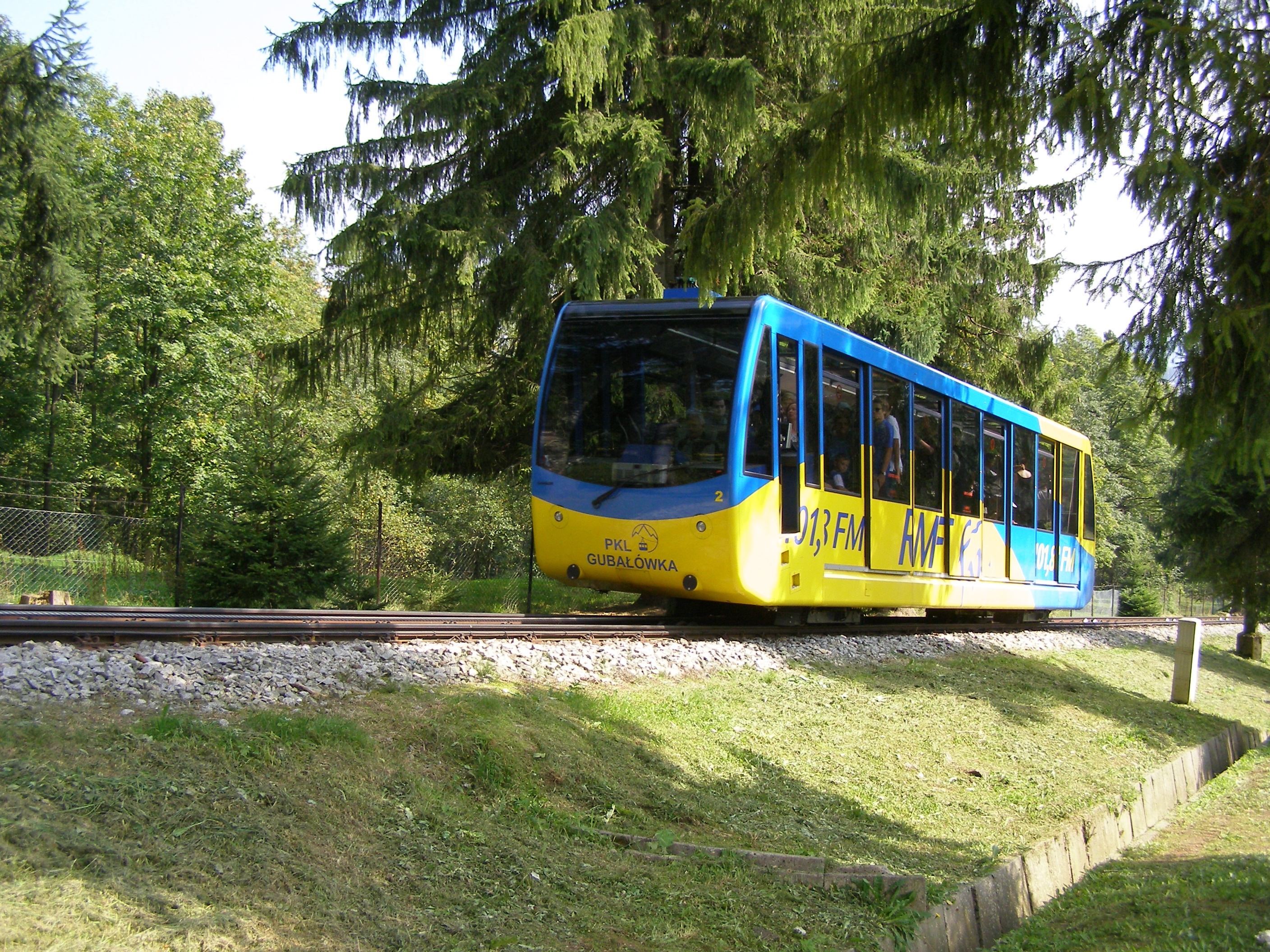
Wagonik kolejki linowo-terenowej na Gubałówke

Gubałówka – podłużne wzniesienie na Pogórzu Gubałowskim (Paśmie Gubałowskim).

## Charakterystyka
Ma wysokość od 1120 m na wschodnim końcu do 1129 m na zachodnim końcu. Wznosi się w północno-zachodniej części Zakopanego. Po wschodniej stronie Gubałówki znajduje się miejscowość Ząb, a po zachodniej Gubałówka sąsiaduje z Butorowym Wierchem. U podnóża północnych stoków Gubałówki w dolinie potoku Bystrego położone jest Nowe Bystre. Nazwa Gubałówka pochodzi od znajdującej się na niej polany Gubałówka, tej zaś od nazwiska Gubała. Testament Jędrzeja Gadowskiego spisanego dnia 1 maja 1692 roku podaje pierwszą nazwę tego wzniesienia jako Antgua.

## Turystyka i rekreacja
Na Gubałówkę prowadzi kolej linowo-terenowa z Zakopanego wybudowana w 1938 roku, długości 1298 m oraz różnicy wysokości ok. 300 m., zmodernizowana w 2001 roku. Uruchomieniu kolei w 1938 roku towarzyszyło także oddanie do użytku restauracji oraz ustawienie rzeźby Polonia Restituta autorstwa Franciszka Masiaka, która w 1937 zdobiła polski pawilon na wystawie światowej Sztuka i Technika w Paryżu.
Góra jest popularna wśród turystów odwiedzających Zakopane. Z jej grzbietu roztacza się panorama całych polskich Tatr i Zakopanego oraz Podhala, Pienin, Gorców i Beskidu Żywieckiego wraz z ich słowacką częścią. Z Gubałówki prowadzi spacerowy Szlak Papieski na Butorowy Wierch 1160 m, z którego można zjechać kolejką krzesełkową do Kościeliska. Na skutek sporów pomiędzy właścicielami gruntów na zboczu Gubałówki a Polskimi Kolejami Linowymi zjazd narciarski do dolnej stacji kolejki jest aktualnie niemożliwy.
Na górze znajdują się między innymi:
- ośrodek narciarski Gubałówka, z trasami na Polanie Gubałówka, rynną snowboardową i snowparkiem;
- żelazny krzyż wystawiony przez profesora Tytusa Chałubińskiego na pamiątkę jego pojednania z przyjacielem, Kazimierzem Krzywickim (często podaje się mylnie, że jest to wotum za opanowanie epidemii cholery)[6];
- liczne, czynne zimą, narciarskie wyciągi orczykowe prywatnych właścicieli;
- zjeżdżalnia grawitacyjna;
- przekaźnik radiowo-telewizyjny RTON Gubałówka z masztem o wysokości 102 m.

## Przyroda
Gubałówka jest w dużym stopniu bezleśna. Z rzadkich w Polsce gatunków roślin stwierdzono tutaj występowanie storzana bezlistnego, prosienicznika plamistego i widlicza Isslera.

## Przypisy

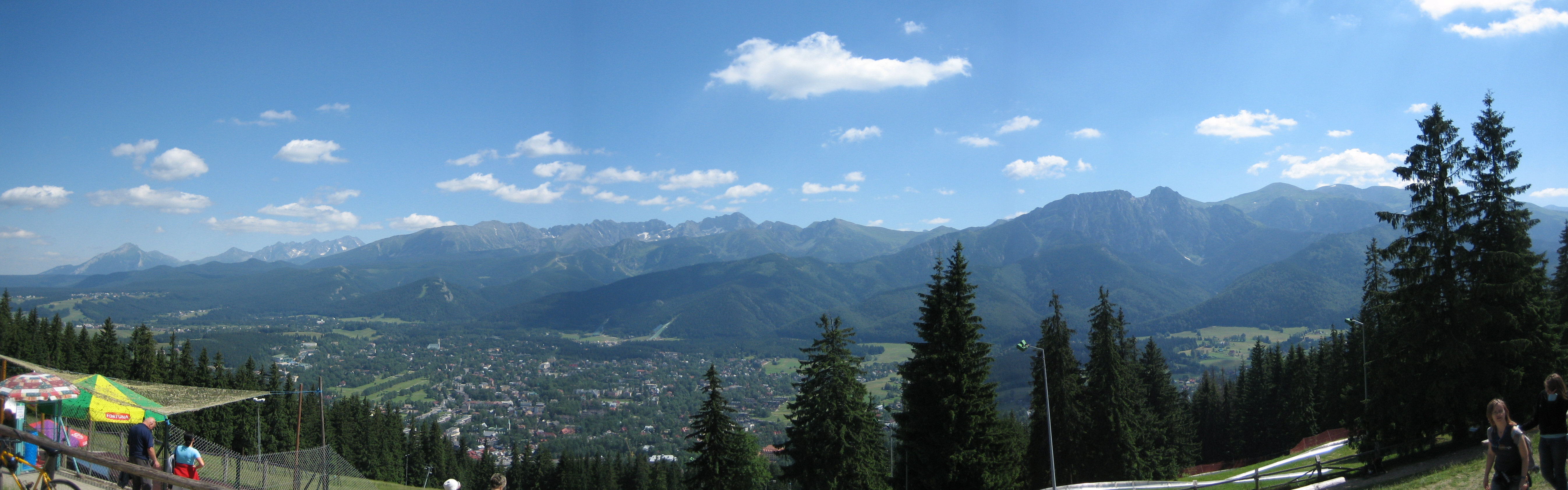
Panorama Tatr z Gubałówki